# Élections législatives de 1928 dans les Côtes-du-Nord
Les élections législatives  dans les Côtes-du-Nord ont lieu les dimanche 22 avril 1928 et 29 avril 1928. Elles ont pour but d'élire les députés représentant le département à la Chambre des députés pour un mandat de quatre années.

## Élections partielles (1924-1928)
Il n'y a pas eu d'élections d'organisées durant cette période

## Députés sortants
| Députés | Députés                | Parti                            | Fonctions en 1928                                                                                 |
| ------- | ---------------------- | -------------------------------- | ------------------------------------------------------------------------------------------------- |
|         | Louis de Chappedelaine | Radical ind. (ex Rép. de gauche) | Conseiller général de Jugon-les-Lacs. Avocat.                                                     |
|         | Pierre Sérandour       | Rép. de gauche                   | Conseiller général de Corlay. Agriculteur, président de la caisse cantonale du Crédit agricole.   |
|         | Armand Waron           | Rép. de gauche                   | Maire de Saint-Brieuc. Opticien, ancien juge au tribunal de commerce.                             |
|         | François Le Friec      | Rép. de gauche                   | Conseiller municipal de Paimpol. Inspecteur général des PTT                                       |
|         | Yves Le Trocquer       | Rép. de gauche                   | Ministre des Travaux Publics. Ingénieur des Ponts et Chaussées.                                   |
|         | Yves-Marie Le Gallou   | Rép. de gauche                   | Président de la société d'agriculture, de l'Office agricole et des Comices agricole. Agriculteur. |
|         | Victor Le Guen         | Progressiste ERD                 | Conseiller général de Saint-Brieuc-Nord, conseiller municipal de Saint-Brieuc. Architecte.        |
|         | Jean Épivent           | Conservateur                     | Adjoint au maire de Pordic. Agriculteur, président de comice agricole.                            |

## Mode de scrutin
Après deux élections au scrutin proportionnelle départemental avec prime majoritaire, la loi du21 juillet 1927 rétablit le scrutin d'arrondissement, soit un mode uninominal majoritaire à deux tours. 
La circonscription pour l'élection est l'arrondissement. 
Le scrutin est individuel, chaque arrondissement élisant un député. 
Les arrondissements qui ont plus de cent mille habitants sont divisés. Dans ce cas on élit un député par circonscription électorale.
Les arrondissements de Loudéac et Lannion ne sont pas divisé en deux. Les autres disposent chacun de deux circonscriptions. 
Le découpage est le même que celui utilisé de 1889 à 1914. La seule différence tient à la date du scrutin de ballotage, qui aura lieu le dimanche suivant et non plus deux semaines plus tard.
L'article 3 précise qu'il faut réunir pour être élu au premier tour :
1. La majorité absolue des suffrages exprimés ;
2. Un nombre de suffrages égal au quart des électeurs inscrits.

Au deuxième tour la majorité relative suffit. En cas d'égalité c'est le plus âgé qui est élu.

## Résultats

### Arrondissement de Dinan

#### 1recirconscription
Dinan-1 regroupe les cantons de Dinan-Ouest, Dinan-Est, Évran, Ploubalay et de Caulnes.
| Candidats      | Candidats           | Étiquette          | Premier tour | Premier tour | Deuxième tour | Deuxième tour |
| Candidats      | Candidats           | Étiquette          | Voix         | %            | Voix          | %             |
| -------------- | ------------------- | ------------------ | ------------ | ------------ | ------------- | ------------- |
|                | Léon Barbé          | Rép. G-Union nat.  | 5 484        | 49,25        | 5 649         | 49,63         |
|                | Michel Geistdoerfer | Radical-socialiste | 5 392        | 48,42        | 5 731         | 50,37         |
|                | Joseph Adam         | Com.               | 162          | 1,46         |               |               |
|                |                     |                    |              |              |               |               |
| Inscrits       | Inscrits            | Inscrits           | 14 471       | 100,00       | 14 471        | 100,00        |
| Votants        | Votants             | Votants            | 11 424       | 78,94        | 11 508        | 79,52         |
| Abstention     | Abstention          | Abstention         | 3 047        | 21,06        | 2 963         | 20,48         |
| Blancs et nuls | Blancs et nuls      | Blancs et nuls     | 386          | 3,38         | 133           | 1,16          |
| Exprimés       | Exprimés            | Exprimés           | 11 038       | 96,62        | 11 375        | 98,84         |

#### 2ecirconscription
Dinan-2 regroupe les cantons de Broons, Jugon-les-Lacs, Matignon, Plancoët et de Plélan-le-Petit.
| Candidats      | Candidats                | Étiquette      | Premier tour | Premier tour |
| Candidats      | Candidats                | Étiquette      | Voix         | %            |
| -------------- | ------------------------ | -------------- | ------------ | ------------ |
|                | Louis de Chappedelaine * | Radical ind.   | 7 664        | 61,20        |
|                | Xavier de Pontbriand     | Union nat.-URD | 4 607        | 36,79        |
|                | Louis Laurent            | Com.           | 247          | 1,97         |
|                |                          |                |              |              |
| Inscrits       | Inscrits                 | Inscrits       | 15 031       | 100,00       |
| Votants        | Votants                  | Votants        | 12 824       | 85,32        |
| Abstention     | Abstention               | Abstention     | 2 207        | 14,68        |
| Blancs et nuls | Blancs et nuls           | Blancs et nuls | 306          | 2,39         |
| Exprimés       | Exprimés                 | Exprimés       | 12 518       | 97,61        |

*sortant

### Arrondissement de Guingamp

#### 1recirconscription
Guingamp-1 regroupe les cantons de Bégard, Belle-Isle-en-Terre, Bourbriac, Guingamp, Plouagat et de Pontrieux.
| Candidats      | Candidats       | Étiquette          | Premier tour | Premier tour | Deuxième tour | Deuxième tour |
| Candidats      | Candidats       | Étiquette          | Voix         | %            | Voix          | %             |
| -------------- | --------------- | ------------------ | ------------ | ------------ | ------------- | ------------- |
|                | Louis Le Goffic | Rép. G-Union nat.  | 5 633        | 41,41        | 6 452         | 46,19         |
|                | André Lorgeré   | Radical-socialiste | 4 475        | 32,91        | 7 367         | 52,73         |
|                | Guy Le Normand  | SFIO               | 2 991        | 22,01        |               |               |
|                | Pierre Perrot   | Com.               | 478          | 7,29         | 149           | 1,05          |
|                |                 |                    |              |              |               |               |
| Inscrits       | Inscrits        | Inscrits           | 17 206       | 100,00       | 17 206        | 100,00        |
| Votants        | Votants         | Votants            | 14 304       | 83,13        | 14 213        | 82,60         |
| Abstention     | Abstention      | Abstention         | 2 902        | 16,87        | 2 993         | 17,40         |
| Blancs et nuls | Blancs et nuls  | Blancs et nuls     | 727          | 5,08         | 243           | 1,71          |
| Exprimés       | Exprimés        | Exprimés           | 13 577       | 94,92        | 13 970        | 98,29         |

#### 2ecirconscription
Guingamp-2 regroupe les cantons de Callac, Corlay, Gouarec Maël-Carhaix, Rostrenen et de Saint-Nicolas-du-Pélem.
| Candidats      | Candidats          | Étiquette           | Premier tour | Premier tour |
| Candidats      | Candidats          | Étiquette           | Voix         | %            |
| -------------- | ------------------ | ------------------- | ------------ | ------------ |
|                | Yves Le Trocquer * | Rép. G-Radical ind. | 6 415        | 52,80        |
|                | Louis Tasset       | SFIO                | 4 716        | 38,82        |
|                | Jean Nicolas       | Com.                | 1 018        | 8,38         |
|                |                    |                     |              |              |
| Inscrits       | Inscrits           | Inscrits            | 17 838       | 100,00       |
| Votants        | Votants            | Votants             | 13 520       | 75,79        |
| Abstention     | Abstention         | Abstention          | 4 318        | 24,21        |
| Blancs et nuls | Blancs et nuls     | Blancs et nuls      | 1 371        | 10,14        |
| Exprimés       | Exprimés           | Exprimés            | 12 149       | 89,86        |

*sortant

### Arrondissement de Lannion
Lannion regroupe tous les cantons de l'arrondissement, soit Lannion, Plestin-les-Grèves,  Plouaret, Lézardrieux, Perros-Guirrec, La Roche-Derrien et Tréguier.
| Candidats      | Candidats            | Étiquette                   | Premier tour | Premier tour | Deuxième tour | Deuxième tour |
| Candidats      | Candidats            | Étiquette                   | Voix         | %            | Voix          | %             |
| -------------- | -------------------- | --------------------------- | ------------ | ------------ | ------------- | ------------- |
|                | Pierre Even          | Radical-soc. (ex Rép. soc.) | 7 111        | 36,22        | 12 695        | 66,24         |
|                | Edgar de Kergariou   | Radical ind.                | 6 070        | 30,92        |               |               |
|                | Henri Vibert-Truchon | U.R.D.-Rép. G               | 4 569        | 24,80        | 6 255         | 32,62         |
|                | Yves Le Lay          | SFIO                        | 1 386        | 7,06         |               |               |
|                | P. Carmené           | Com.                        | 399          | 2,03         | 193           | 1,01          |
|                |                      |                             |              |              |               |               |
| Inscrits       | Inscrits             | Inscrits                    | 26 302       | 100,00       | 26 302        | 100,00        |
| Votants        | Votants              | Votants                     | 20 519       | 78,01        | 19 576        | 74,43         |
| Abstention     | Abstention           | Abstention                  | 5 783        | 21,99        | 6 726         | 25,57         |
| Blancs et nuls | Blancs et nuls       | Blancs et nuls              | 984          | 4,80         | 410           | 2,09          |
| Exprimés       | Exprimés             | Exprimés                    | 19 535       | 95,21        | 19 166        | 97,91         |

### Arrondissement de Loudéac
L’arrondissement de Loudéac regroupe tous les cantons de l'arrondissement, soit La Chèze, Collinée, Corlay, Gouarec, Loudéac, Merdrignac, Mûr-de-Bretagne, Plouguenast et Uzel.
| Candidats      | Candidats            | Étiquette      | Premier tour | Premier tour |
| Candidats      | Candidats            | Étiquette      | Voix         | %            |
| -------------- | -------------------- | -------------- | ------------ | ------------ |
|                | Henri Le Vézouët     | Radical ind.   | 7 540        | 50,70        |
|                | Hervé de Keranflec'h | U.R.D.         | 7 022        | 47,22        |
|                | Mr Le Breton         | Com.           | 310          | 2,09         |
|                |                      |                |              |              |
| Inscrits       | Inscrits             | Inscrits       | 17 895       | 100,00       |
| Votants        | Votants              | Votants        | 15 200       | 84,94        |
| Abstention     | Abstention           | Abstention     | 2 695        | 15,06        |
| Blancs et nuls | Blancs et nuls       | Blancs et nuls | 328          | 2,16         |
| Exprimés       | Exprimés             | Exprimés       | 14 872       | 97,84        |

### Arrondissement de Saint-Brieuc

#### 1recirconscription
Saint-Brieuc-1 regroupait les cantons de Châtelaudren, Étables, Lanvollon, Paimpol, Plouha et de Saint-Brieuc-Nord.
| Candidats      | Candidats      | Étiquette      | Premier tour | Premier tour | Deuxième tour | Deuxième tour |
| Candidats      | Candidats      | Étiquette      | Voix         | %            | Voix          | %             |
| -------------- | -------------- | -------------- | ------------ | ------------ | ------------- | ------------- |
|                | Jean Épivent * | U.R.D.         | 6 285        | 43,47        | 7 320         | 49,22         |
|                | Jean Laurent   | Radical ind.   | 5 276        | 36,49        | 7 475         | 50,25         |
|                | Armand Waron * | Rép. G         | 1 568        | 10,85        |               |               |
|                | Charles Carnet | Com.           | 694          | 4,80         | 171           | 1,15          |
|                | Théo Hamon     | SFIO           | 633          | 4,38         |               |               |
|                |                |                |              |              |               |               |
| Inscrits       | Inscrits       | Inscrits       | 21 434       | 100,00       | 21 434        | 100,00        |
| Votants        | Votants        | Votants        | 15 246       | 71,13        | 15 052        | 70,23         |
| Abstention     | Abstention     | Abstention     | 6 188        | 28,87        | 6 382         | 29,78         |
| Blancs et nuls | Blancs et nuls | Blancs et nuls | 788          | 5,17         | 180           | 1,20          |
| Exprimés       | Exprimés       | Exprimés       | 14 458       | 94,83        | 14 872        | 98,80         |

*sortant

#### 2ecirconscription
Saint-Brieuc-2 regroupait les cantons de Lamballe, Moncontour, Pléneuf, Plœuc, Quintin et de Saint-Brieuc-Midi.
| Candidats      | Candidats               | Étiquette      | Premier tour | Premier tour | Deuxième tour | Deuxième tour |
| Candidats      | Candidats               | Étiquette      | Voix         | %            | Voix          | %             |
| -------------- | ----------------------- | -------------- | ------------ | ------------ | ------------- | ------------- |
|                | Victor Le Guen          | U.R.D.         | 8 963        | 49,97        | 9 385         | 50,72         |
|                | Charles Meunier-Surcouf | Radical ind.   | 7 386        | 41,18        | 9 117         | 49,27         |
|                | Hippolyte Pasquiou      | SFIO           | 1 125        | 6,27         |               |               |
|                | Nicolas Le Gall         | Com.           | 463          | 2,58         |               |               |
|                |                         |                |              |              |               |               |
| Inscrits       | Inscrits                | Inscrits       | 21 796       | 100,00       | 21 796        | 100,00        |
| Votants        | Votants                 | Votants        | 18 651       | 85,57        | 18 775        | 86,14         |
| Abstention     | Abstention              | Abstention     | 3 145        | 14,43        | 3 021         | 13,86         |
| Blancs et nuls | Blancs et nuls          | Blancs et nuls | 714          | 3,83         | 271           | 1,44          |
| Exprimés       | Exprimés                | Exprimés       | 17 937       | 96,17        | 18 504        | 98,56         |

## Députés élus
| Députés | Députés                  | Parti                            | Fonctions lors de l'élection en 1928                                                       |
| ------- | ------------------------ | -------------------------------- | ------------------------------------------------------------------------------------------ |
|         | Michel Geistdoerfer      | Radical-socialiste               | Conseiller général de Dinan-Est. Journaliste.                                              |
|         | Pierre Even              | Radical-socialiste               | Ancien député (1910-1924). Conseiller général de Plouaret, maire du Vieux-Marché. Médecin. |
|         | André Lorgeré            | Radical-socialiste               | Maire de Guingamp. Avoué.                                                                  |
|         | Henri Le Vézouët         | Radical ind.                     | Conseiller général et maire de Loudéac. Vétérinaire.                                       |
|         | Jean Laurent             | Radical ind.                     | Conseiller général de Paimpol et maire de Yvias. Avocat.                                   |
|         | Louis de Chappedelaine * | Radical ind. (ex Rép. de gauche) | Conseiller général de Jugon-les-Lacs. Avocat.                                              |
|         | Yves Le Trocquer *       | Rép. de gauche                   | Ancien Ministre des Travaux Publics. Ingénieur des Ponts et Chaussées.                     |
|         | Victor Le Guen *         | U.R.D.                           | Conseiller général de Saint-Brieuc-Nord, conseiller municipal de Saint-Brieuc. Architecte. |